# ジニー作戦
ジニー作戦(Operation Ginny)は、第二次世界大戦中の1944年にアメリカの諜報機関である戦略諜報局(OSS)がイタリア戦線で展開したサボタージュ工作である。中央イタリアに駐屯するドイツ軍部隊が後方連絡線として使用していた鉄道トンネルの爆破を目的としていた。最初に行われた「ジニー1号」(Ginny I)作戦は1944年2月27日から28日に掛けて展開された。この作戦を遂行するべく、15人の米軍人がフラムーラという小さな町の西側に上陸した。しかし彼らは上陸地点を間違えており、その結果標的となるトンネルの発見に失敗した為に作戦は中止された。3月22日、「ジニー2号」(Ginny II)作戦として再び同一部隊による潜入が図られた。しかし彼らはこの際にも上陸地点を誤り、その2日後には現地のドイツ陸軍部隊によって捕虜とされた。米軍人らは軍服を着用していたにもかかわらず、現地守備隊の司令官だったアントン・ドストラー将軍は総統アドルフ・ヒトラーのコマンド指令に従って彼ら全員を処刑した。戦後、ドストラー将軍は15人の米軍人を不当に処刑したとして裁かれ、銃殺刑に処された。

## 背景
OSSはウィリアム・ドノバン将軍によって1942年に設置された組織であり、統合参謀本部の要求に応じた戦略情報の収集・分析および他の組織に割り当てられない特殊作戦の展開を担当した。当初は経験や装備、人員を欠いており、軍の高級将校らからも懐疑的な目で見られていた。しかし徐々に連合国軍内で支持者を増やし、北アフリカ戦線ではトーチ作戦に先駆けた事前の情報収集やバイリンガルの米軍将校を利用したレジスタンス運動の組織など成果を上げていった。その後、OSSは作戦部(Operational Group, OG)と呼ばれる部局を設置して枢軸側占領地の現地語を理解する移民二世からの志願兵を募集し、それらの二世兵士で構成される特殊部隊を占領地へ落下傘降下させてレジスタンスの支援に当たらせた。
1943年9月のサレルノ侵攻（アヴァランチ作戦）の際、OSSではソレント半島の防衛に関する重要な情報を知るウィリアム・ダービー陸軍中佐に率いられた陸軍レンジャー部隊を分遣隊として派遣していた。9月8日のイタリア政府の降伏から3週間後、連合国軍本部(AFHQ)では「イタリアにおけるOSS/SOEの活動」(OSS/SOE Activities in Italy)なる指令を発行した。この中でOSSとSOEには4つの目的が与えられた。
- イタリア市民に対する対独抵抗運動の扇動。
- イタリアの敵占領地域における連絡および輸送に対する直接攻撃。襲撃後は現地住民の扇動を行う。
- 地上での敵機破壊。
- 敵補給物資の破壊。

OSSではドイツ側の主要な防衛線であったグスタフ線およびゴシック線に対する供給の遮断を最重要の任務の1つと定めていた。米陸軍航空軍によるイタリア沿岸地域から山岳部にかけての補給線攻撃（ストラングル作戦）が失敗した後、OSSではサボタージュ攻撃班の派遣についての検討を始めた。1944年1月9日、OSSではレヴァントとボナッソーラを結ぶジェノヴァ＝ラ・スペーツィア鉄道線の一部にあたる鉄道トンネルの破壊を提案した。標的のうち最長のトンネルはフランセッサ(Francesa)という全長400mのもので、ジェノヴァ＝ラ・スペーツィア鉄道線の北西端に位置した。また南東端には、レヴァント駅から西へ600mの地点に2箇所のトンネルがあった。これらはそれぞれ105mと75mで、中間を25mの線路で結ばれていた。ごく最近まで付近に勤務していた捕虜のイタリア将校は、ジェノヴァからラ・スペーツィアまでの間には海岸線に沿っていくつかの警備部隊が駐留していた事を証言した。当時、この区間は全て単線であり、OSSでは小規模な破壊工作でも十分に大きな成果を挙げられると判断した。こうして少人数の工作班による爆破工作という作戦が立案され、この作戦にはジニー(Ginny)のコードネームが与えられた。

## コマンド部隊
OSSでは作戦部員のうち、イタリア系兵士からジニー作戦に投入する要員を募集した。彼らにはイタリア語の知識を利用して現地住民からの情報収集などを行うことも期待されていた。「ジニー1号」の工作班の指揮官はヴィンセント・ルッソ中尉(Vincent Russo)で、その他の隊員はサルバトーレ・ディ・スクラファニ五等特技兵(Salvatore Di Sclafani)、ジョン・J・レオーネ五等特技兵(John J. Leone)、アンジェロ・シリコ五等特技兵(Angelo Sirico)、ジョン・ルポール五等特技兵(John Lepore)、ヴィットリオ・アモルーソ五等特技兵(Vittorio Amoruso)、トーマス・サヴィノ五等特技兵(Thomas Savino)、ジョセフ・ノイア五等特技兵(Joseph Noia)の7名だった。また守備班として指揮官のポール・J・トラフィカンテ中尉(Paul J. Traficante)以下、リヴィオ・ヴィスセリ技能軍曹(Livio Visceli)、カーマイン・アルマンド軍曹(Carmine Armando)、ドミニク・マウロ軍曹(Dominick Mauro)、ジョセフ・リバーディ五等特技兵(Joseph Libardi)、ロザリオ・スクアトリット五等特技兵(Rosario Squatrito)らが同行した。
「ジニー2号」は「ジニー1号」とほぼ同じメンバーで展開されたが、アルマンド軍曹、ルポール五等特技兵、アモルーソ五等特技兵、サヴィノ五等特技兵らの4名は作戦から外れ、代わりにジョセフ・M・ファレル五等特技兵(Joseph M. Farrell)、リバティ・J・トレモント五等特技兵(Liberty J. Tremonte)、サントロ・カルケア五等特技兵(Santoro Calcara)、アルフレッド・L・デ・フルーメリ軍曹(Alfred L. De Flumeri)の4名が参加した。また、ノイア五等特技兵は工作班から守備班に移っている。

## ジニー1号
最初の作戦、すなわち「ジニー1号」は、1944年2月27日から28日にかけて展開された。OSS作戦部所属のイタリア系軍人15名はアメリカ海軍所属の2隻のPTボートに乗り込み、18時00分にバスティア港を出発する予定となっていた。しかし、積載作業や故障したレーダーの交換などの問題から45分の遅れが出ている。18時45分、2隻のPTボートがバスティア港を出発し、フラムーラを目指してリグリア海を北上したが、航行中にも敵からの探知を避ける為にさらに遅れが出ている。
1時25分、PTボートが目標地点に到達。コマンド隊員らはPTボートを降りてゴムボートに乗り込み、さらに北東へと進んだ。工作班と守備班の隊員は全員が米陸軍の軍服を着用し、また民間人の服も持ち込んではいなかった。上陸後まもなくしてルッソは北東からの列車の音を聞き、それにより彼らが目標地点よりも南側に上陸したことに気づいた。2時45分、ルッソはチームが目標に到達する為には少なくとも1時間半以上が必要であり、現在行動を開始すれば到達は4時15分頃になるという見通しを報告し、作戦の一時中断および翌日夜の抽出部隊派遣を要請した。しかしPTボート内に設置された指揮所ではこれを却下して当初の計画に従い任務を遂行するように命じた。この作戦計画では夜明けに行われるドイツ軍の定期巡回を避けるべく、破壊工作を完了してPTボートに戻る時間を3時30分としていたが、計画の遅れを受けて4時00分に変更されている。ルッソは任務達成を約束できない旨を伝え、その結果3時15分までにチームはPTボートへと撤退し、7時30分までにバスティア港へ帰投した。

## ジニー2号
「ジニー2号」の目標および作戦計画は「ジニー1号」と全く同じものだったが、先述のとおりメンバーには多少の変更が加えられている。また緊急時対策案も用意され、時間内に任務の達成が見込めなくなった場合には脱出地点である海岸に移動してPTボートによる抽出を受けることとされ、海岸にPTボートがいなかった場合は翌日夜に改めてPTボートが到着するまで付近の安全な場所に潜伏することとされていた。
3月22日、コマンド隊員らは再び2隻のPTボートに搭乗し、18時00分にバスティア港を出発した。22時45分、PTボートが目標地点（上陸地点より300ヤード南西）に到達。22時55分までにコマンド隊員らは3隻のゴムボートに分乗し、フラムーラ駅を目指して北東へと進んだ。彼らは「ジニー1号」の時と同様、全員が米陸軍の軍服を着用し、また民間人の服は持ち込んでいなかった。隊員のうち、カルケア、トレモント、ファレルの3名は空挺隊員用長靴を履いていて、その他の隊員は通常の軍靴とカンバス製レギンスを履いており、全員が野戦服を着用し、ニット帽を着用していた。なお、彼らはOSS局員であった為、階級章以外の記章は身につけていなかった。そして全員がM1911ピストルとフェアバーン・サイクス戦闘ナイフを所持し、さらに6人がマーリン9mm短機関銃で武装していた。
23時45分頃、機雷敷設任務を終了し帰投中だったドイツ海軍魚雷艇部隊をPTボート側で目視する。PTボートのうち1隻は陽動の為に銃撃を行い、もう1隻はエンジンを掛けてコマンド部隊との連絡を試みた。しかし通信は途切れたままで、2時00分にはレーダー上に多数の敵影が確認された為、PTボートは2隻とも5マイル沖まで避難して3時00分まで待機した。その後、PTボートでは岸に接近してさらに通信を試みている。1隻はエンジンが故障し、4時00分までに修理が行われた。その後も通信は回復せず、やむを得ずPTボートは2隻とも基地へと帰投した。

### 潜伏
その後、ルッソはチームが本来の上陸地点を離れた、ボナッソーラとフラムーラ駅のおおむね中間に位置するカルピネッツォ(Carpineggio)という集落近くに上陸した事を確認した。この地点は本来の上陸地点から2マイル、爆破標的から1マイルの距離に位置した。PTボートとの交信が行えなくなった後、彼らは事前に用意されていた緊急時対策案に従って行動を開始した。すなわち、日中は敵の目を避けて潜伏し、翌日夜に再び現れる予定になっているPTボートを待つことにしたのである。この対策案では、再びPTボートと合流し交信が回復するまではトンネル爆破を延期することとしていた。
彼らはゴムボートや爆薬、起爆装置などを隠してから周囲を捜索し、やがてカルピネッツォ近くで見つかった空の納屋を潜伏場所として使用する事になった。3月23日朝、ルッソ中尉とマウロ軍曹が食料調達の為に集落へと向かった。地元の農民フランコ・ラガツォ(Franco Lagaxo)は住んでいたコテージに近づいてきた2人を米兵と認識した上で、食料調達を依頼されるとこれを請け負っている。また、彼の案内によって標的であるジェノヴァ＝ラ・スペーツィア鉄道線のトンネル付近の偵察にも成功した。
3月23日夕方、緊急時対策案に従いチームを救出するべく2隻のPTボートが再び基地を出発した。しかし、このうち1隻は航行中に発生した機械故障により基地へと帰投し、またもう1隻も沿岸部に接近したところで敵のレーダーに探知され、撤退を強いられた。こうして同日の救出は中止され、OSSチームはもう1日の潜伏を余儀なくされたのである。

### 逮捕
その後、あるイタリア人漁師が海岸でゴムボートを引き上げた痕跡を発見し、ボナッソーラにて当局に通報した。これを受けて2名の民兵が派遣され、彼らは漁師と共に周辺を捜索してゴムボート及び爆発物を発見した。そして民兵らによって現地ドイツ軍守備隊にも通報が行われ、まもなくして捜索隊の編成が行われた。ラガツォは米兵らにこれを知らせようとしたものの、彼が到着した時点で納屋はドイツ兵およびイタリア兵によって包囲され、15名の米兵全員がいくらかの抵抗の後に逮捕されていた。彼らは尋問の為にラ・スペーツィアにあるドイツ陸軍第135要塞旅団本部へと連行された。その後の尋問の中で、片方の将校は部隊の目的が兵站線寸断の為にべくトンネルを爆破することだったと明かした。

### 処刑
3月25日朝、トンネル爆破の為に潜入していた15名の米軍特殊部隊員が捕虜になった旨の情報が第135旅団の上級部隊にあたる第75軍団の司令官アントン・ドストラー歩兵大将に報告された。ドストラーはまず、この情報をイタリア戦線総司令官アルベルト・ケッセルリンク元帥へと伝え、捕虜の扱いについて指示を仰いだ。ドストラーの副官によれば、ケッセルリンクは捕虜を処刑するようにと命じ、またドストラーは「15名全員を翌朝処刑せよ」という旨の命令書に署名した。この命令は、アドルフ・ヒトラー総統が1942年に発したいわゆるコマンド指令に従ったもので、この指令では戦線後方で逮捕された全ての連合軍特殊部隊員を裁判無しで処刑せよと定められていた。ドストラーの参謀の1人だったアレクサンドル・ツー・ドーナ＝シュロビッテンはコマンド指令の存在を知らなかったものの（コマンド指令は司令官のみに伝達するよう厳命され、合わせて32部しか作成されていなかった）、この処刑はジュネーヴ条約の「俘虜の待遇に関する条約」に対する明らかな違反であるとして、処刑命令の伝達を拒否した。その後、彼は不服従を理由に国防軍を追われることとなる。また、第135旅団側の将校団にも処刑を阻止しようとする動きがあり、彼らは何度も電話などを通じてドストラーに命令を撤回するように求めたが、ドストラーは必ず翌朝処刑するようにと改めて命じた。一方アメリカ軍は、偵察機でフラムーラ上空を飛行し、トンネル爆破の失敗と15人の失踪を確認した。
3月26日朝、15名の米兵はアメーリアの海岸で処刑され、全員が擬装された集団墓地に埋葬された。コマンド指令に基づき、15名のいずれもが事前の裁判を受けていなかった。米兵の処刑が自分たちに不利になると気付いたケッセルリンクはこの日の夜遅くにドストラーに電報を打って処刑中止を命じたが手遅れだった。不安を感じたケッセルリンクは関係資料の破棄を命じた。一方ドイツ当局は、米兵がドイツ兵との小競り合いで全滅した、という虚偽のラジオ放送を流した。

## その後

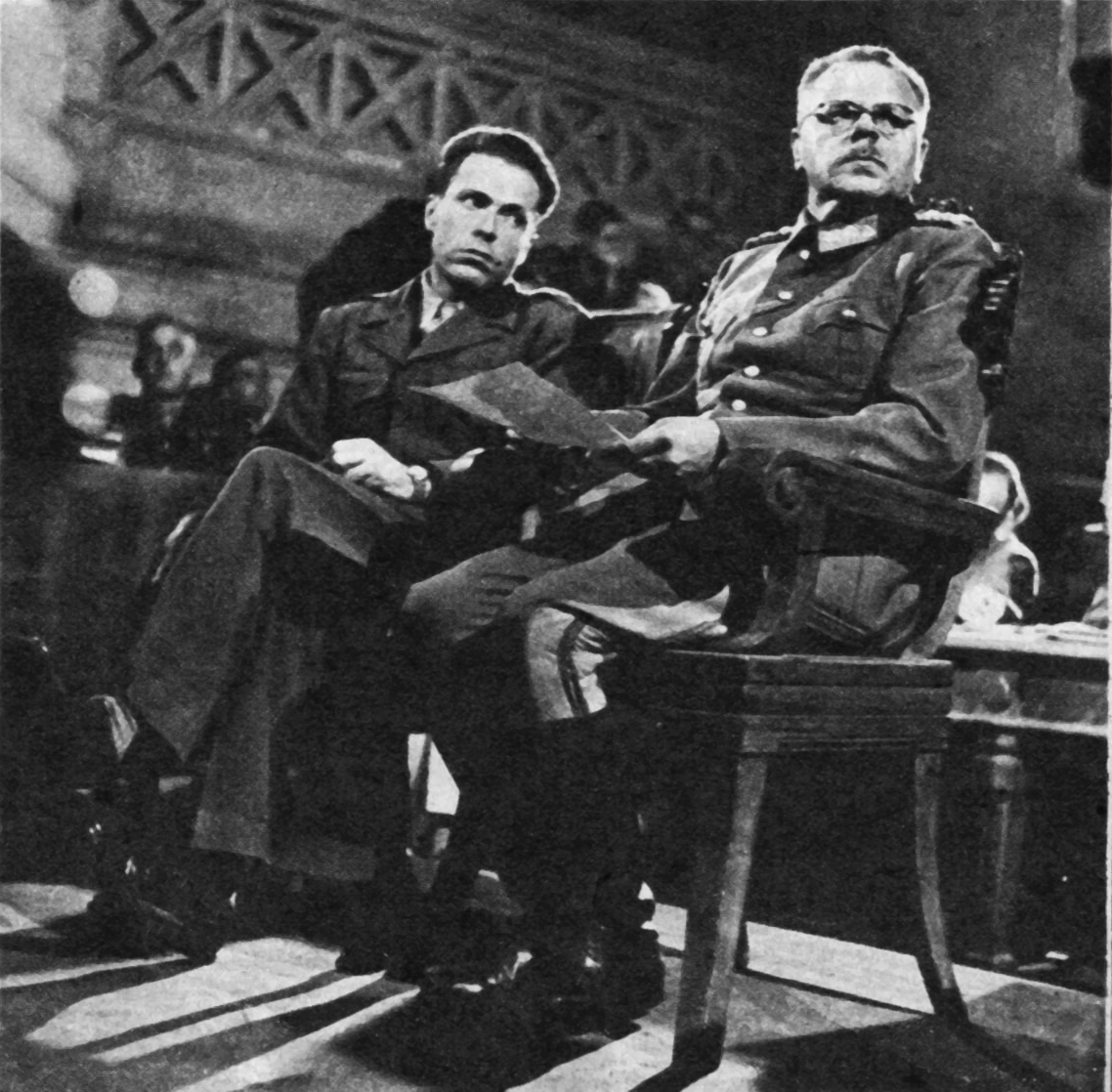
裁判中のドストラー将軍

1945年5月8日、ナチス・ドイツの無条件降伏によって欧州戦線における終戦が実現し、ケッセルリンク元帥はザールフェルトにてアメリカ軍に投降した。
ドイツの降伏後、OSSのアルバート・ラニエ大尉（Albert G. Lanier）とネヴィオ・マンザーニ大尉（Nevio J. Manzani）の二人がボナッソーラへ赴き、15人の捜索を開始した。二人は15人の存在を通報したファシスト民兵二人を逮捕・尋問し、ラガツォからドイツ軍守備隊が関与したという証言を得た。そして捕虜となっていた処刑の関係者への尋問からドストラーの名が浮上し、彼らの証言に基づき5月23日についに15人全員の遺体が発見された。服を脱がされていたファレルとトレモント以外は、軍服のタグから身元が特定できた。
1945年10月6日、ケッセルリンクは15人の米兵の処刑に関する取り調べを受けたが、当時は様々な報告を受けて頻繁にローマの司令部を離れており、15人についてどのような情報を報告されたのか覚えていないと主張した。コマンド指令の違法性に関する質問が行われると、ケッセルリンクはこの指令はあらゆる形での解釈をしうるために自らがこれに縛られることはなかったと証言した。彼は事前に記録の改ざんや事件の隠蔽などを試みており、結局この事件に関する起訴を受けることはなかった。
ドストラー将軍は1945年5月8日に米軍によって逮捕され、10月8日よりカゼルタ宮殿にて連合軍総司令官の名の下に設置されたアメリカ軍法会議の中で裁かれた。最初の戦争裁判にて、ドストラーは違法な命令の実行について起訴を受けた。弁護団は彼が一時命令を取り消した後、OSSチームの処刑を合法的報復と判断した上で改めて命令を発したのだと説明した。また、ドストラーはこの際にOSSチームの隊員らが民間人の服を着用していたと嘘をついた。その後、発見された隊員らの遺体が米陸軍の軍服を着用していた事が指摘されると、ドストラーは彼らが戦時国際法に反し所属を示す記章類を身に付けていなかったのだと主張したものの、実際にはOSSチーム全員が階級章を取り付けていた為にこの主張は認められなかった。ドストラーはいわゆる「高位命令」論に基づく抗弁を行ったものの、ドストラーによる処刑は総統命令外の行動と判断された為に認められなかった。また、軍事委員会ではこの抗弁を却下するにあたり、ドストラーによる処刑命令は捕虜に対する報復の禁止を定めた俘虜の待遇に関する条約第2条に対する違反であると宣言した。委員会では、「彼の行った捕虜の一斉銃殺を正当な報復と考えられる指揮官はごく小数だろうし、またそう考えられる兵士は皆無であろう」という声明を発表した。
10月12日、委員会は全会一致でドストラー将軍の「高位命令」論に基づく抗弁の却下と有罪を決定した。ドストラーには銃殺による死刑が宣告され、1945年12月1日にナポリの北5kmにあるアヴェルサにて銃殺刑が執行された。ドストラーのケースは、後のニュルンベルク裁判に見られるように、将校による違法な命令の遂行について「高位命令」論による責任の緩和を認めない先例となった。これは後にニュルンベルク原則の原則第IV号に採用され、また世界人権宣言にも類似の内容が取り入れられている。
処刑された15人の米兵のうち、7名はフィレンツェ近郊の米軍基地の墓地に埋葬され、残る8名はアメリカの遺族のもとに返還された。
この件で起訴・処刑を免れたケッセルリンクは、別のイタリア市民の殺害事件で起訴され、1947年に死刑判決を受けた後に終身刑に減刑された。

## 記念碑
現在、アメーリアのリベルタ広場には、15人の米兵の為の慰霊碑が建てられている。作戦から60週年となる2004年には、アメリカのOSS協会(OSS Society)とアメーリア行政当局が、隊員の処刑が行われた地点の近くに銘板を設置し、またボッカ・ディ・マグラ(Bocca di Magra)に公的な記念碑が設置された。